# Delff Billerbeck
Delff Billerbeck (* 4. Juli 1793 in Uhrendorf; † 7. Oktober 1877 in Hamburg-St. Pauli) war ein Hamburger Viehhändler, Feuerschauer und Abgeordneter.

## Leben
Billerbeck wurde ehrenamtlich ab 1834 in Hamburg-St. Pauli als Feuerschauer tätig. Er war von 1848 bis 1846 ehrenamtlich Steuerbürger. Billerbeck war Mitglied des St.Pauli Bürgervereins und amtierte von 1855 bis 1858 als dessen Präses. Er wirkte außerdem im Vorstand der St. Pauli Creditbank.
Billerbeck war Mitglied der Hamburger Konstituante. 
Von 1859 bis 1862 gehörte er der Hamburgischen Bürgerschaft an.